# 8 Lyncis
8 Lyncis är en gul underjätte i stjärnbilden Lodjuret.
8 Lyncis har visuell magnitud +5,94 och är svagt synlig för blotta ögat vid god seeing. Den befinner sig på ett avstånd av ungefär 170 ljusår.